# Regelbauwerk

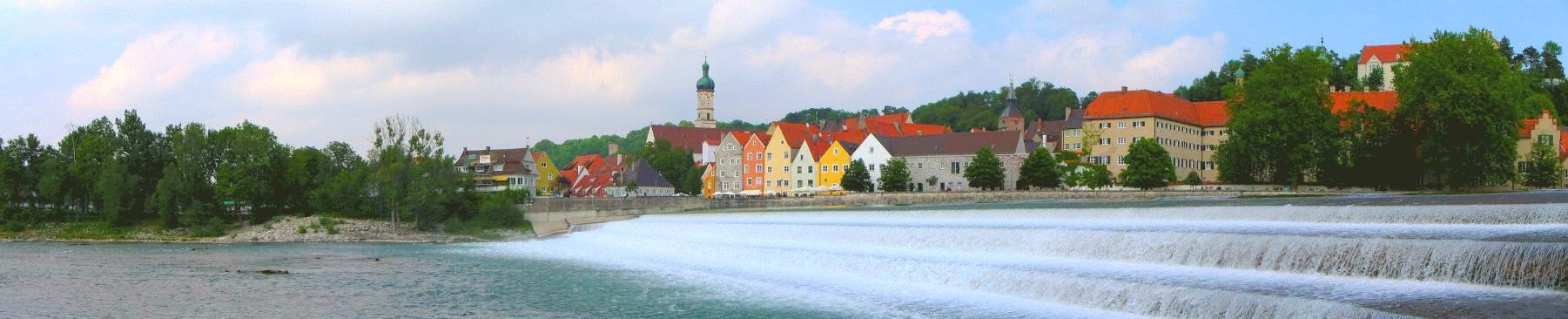
Wehr in Landsberg am Lech

Bei der Begradigung von Fließgewässern kommt es infolge der erhöhten Strömungsgeschwindigkeit zu einer Verschiebung des Gleichgewichtes von Sedimentation und Erosion. Die resultierende Eintiefung des Flussbettes infolge der Tiefenerosion kann durch Regelbauwerke des Wasserbaus vermieden werden, die das Gewässer teilweise anstauen und so das wirksame Gefälle verringern.
Bauformen von Regelbauwerken sind u. a.:
- Wehre
- Sohlschwellen
- Sohlgleiten
- Sohlrampen